# Selección de baloncesto de Luxemburgo
La selección de baloncesto de Luxemburgo es el equipo formado por jugadores de nacionalidad luxemburguesa que representa a la Federación de Baloncesto de Luxemburgo en las competiciones internacionales organizadas por la Federación Internacional de Baloncesto (FIBA) o el Comité Olímpico Internacional (COI): los Juegos Olímpicos, la Copa Mundial de Baloncesto y el EuroBasket.
Luxemburgo ha competido en el EuroBasket en tres ocasiones, en 1946, 1951 y 1955. Su mejor resultado fue un octavo puesto en su primera aparición en la competición en 1946. Sin embargo, el equipo nacional aún no se ha clasificado para competir en la Copa Mundial FIBA.

## Historial

### Copa Mundial
Resultado General: No ocupa puesto
| Copa Mundial de Baloncesto |
| --- |
| - 1950: No calificó - 1954: No calificó - 1959: No calificó - 1963: No calificó - 1967: No calificó - 1970: No calificó - 1974: No calificó - 1978: No calificó - 1982: No calificó - 1986: No calificó - 1990: No calificó - 1994: No calificó - 1998: No calificó - 2002: No calificó - 2006: No calificó - 2010: No calificó - 2014: No calificó - 2019: No calificó - 2023: No calificó - 2027: TBD |

### Juegos Olímpicos
| Baloncesto en los Juegos Olímpicos |
| --- |
| - Berlín 1936: No calificó - Londres 1948: No calificó - Helsinki 1952: No calificó - Melbourne 1956: No calificó - Roma 1960: No calificó - Tokio 1964: No calificó - México 1968: No calificó - Múnich 1972: No calificó - Montreal 1976: No calificó - Moscú 1980: No calificó - Los Ángeles 1984: No calificó - Seúl 1988: No calificó - Barcelona 1992: No calificó - Atlanta 1996: No calificó - Sídney 2000: No calificó - Atenas 2004: No calificó - Pekín 2008: No calificó - Londres 2012: No calificó - Río 2016: No calificó - Tokio 2020: No calificó - París 2024: No calificó |

### EuroBasket
| EuroBasket |
| --- |
| - 1935: No participó - 1937: No participó - 1939: No participó - 1946: 8° Lugar - 1947: No participó - 1949: No participó - 1951: 17° Lugar - 1953: No participó - 1955: 15° Lugar - 1957: No participó - 1959: No participó - 1961: No participó - 1963: No participó - 1965: No participó - 1967: No participó - 1969: No participó - 1971: No participó - 1973: No participó - 1975: No participó - 1977: No participó - 1979: No participó - 1981: No participó - 1983: No participó - 1985: No participó - 1987: No participó - 1989: No participó - 1991: No participó - 1993: No participó - 1995: No participó - 1997: No participó - 1999: No participó - 2001: No participó - 2003: No participó - 2005: No participó - 2007: No participó - 2009: No participó - 2011: No participó - 2013: No participó - 2015: No participó - 2017: No participó - 2022: No participó - 2025: TBD |

### Campeonato Europeo División C
| 1988: | 4° Lugar     | 1990: | Medalla de bronce | 1992: | Medalla de plata |  |  |
| 1994: | 4° Lugar     | 1996: | No participó      | 1998: | No participó     |  |  |
| 2000: | No participó | 2002: | No participó      | 2004: | Medalla de plata |  |  |
| 2006: | No participó | 2008: | No participó      | 2010: | No participó     |  |  |
| 2012: | No participó | 2014: | No participó      | 2016: | No participó     |  |  |
| 2018: | No participó | 2021: | No participó      |       |                  |  |  |

## Palmarés
- Campeonato Europeo de Baloncesto de los Países Pequeños:
  -  Subcampeón (2): 1992, 2004
  -  Tercer lugar (1): 1990

- Juegos de los Pequeños Estados de Europa:
  -   Campeón (1): 2023
  -  Subcampeón (7): 1985, 1991, 1995, 2007, 2009, 2013, 2019
  -  Tercer lugar (4): 1993, 2003, 2005, 2015